# 综合理工学院
综合理工学院（法語：École polytechnique），别称，是位於法國帕萊索的一所以科學與工程學的教学、研究爲主的大學校及工程师学校。學院如同法國大多數的大學校，爲一所公立院校；隶属于法国国防部；爲巴黎综合理工联盟的創始成员。學院被认为法国最顶尖的工程师學校，在法国各类院校中常年排名第一，被誉为法国精英教育模式的巅峰。
综合理工學院於1794年由加斯帕尔·蒙日创立，當時校名为“中央公共工程学院”。1804年，法皇拿破仑一世將學校軍事化，並親自提出此校校訓。2007年起，综合理工学院成为了法国高等教育和科研的核心之一——巴黎高科集团的一个创立成员。
综合理工学院每届仅招收500名工程师学生。这些学生一部分是通过入学竞考的预科班学生，另一部分是从普通大学平行进入的大学生。综合理工学院的入学竞考同高等师范学校的一样，是历史最久、难度最大的竞考。
1937年以来，學院向经过三年学习合格的学生颁发工程师文凭。由法國的大學校頒發的工程師文憑受美國、歐盟各國承認爲本科及碩士文憑。自2004年起，综合理工學院的学制为四年。学习四年后毕业的学生将获得第二个文凭，即综合理工學院毕业文凭。自2017年起，學院開始提供三年、英語授課的本科課程。此外，學院亦培养硕士生與博士生。法语中專有「綜合理工人」一词，泛指综合理工學院的學生、毕业生與校友，尤其是有別於本科、碩士、博士課程，通过竞考进入學院、工程师文憑課程的学生。
综合理工學院以培养领导人才著名，校友包括三位诺贝尔奖获得者、一位菲爾茲獎獲得者、三位法國總統及大量法國跨國企業的首席执行官CEO。此外，數學家柯西、科里奥利、龐加萊、施瓦茨、曼德博，物理學家貝克勒、卡诺、安培、菲涅耳，法國元帥霞飛、福煦、法約勒等人也是其校友。
「综合理工學院」一名通常意味着严格的选拔和杰出的学术，在法国高等教育界享有很高的威望。學院在法国工程师学校的排行中经常位居榜首，在《快车》周刊、《大学生》月刊、《新经济学人》週刊和《挑战》週刊的排名中位居第一。麻省理工学院和哥伦比亚大学稱綜合理工學院爲法国最负盛名的工程师学校。在世界大学的排行中，學院被《泰晤士报》排在第34名；在上海交大的排名中位居第201；被巴黎矿业学校據《財星》世界500強的執行長或最高管理者的畢業院校，排在第14名；在2017年，QS的畢業生就業排名中位居第6，在欧洲国家中仅次于排名第5、英国的剑桥大學。

## 歷史

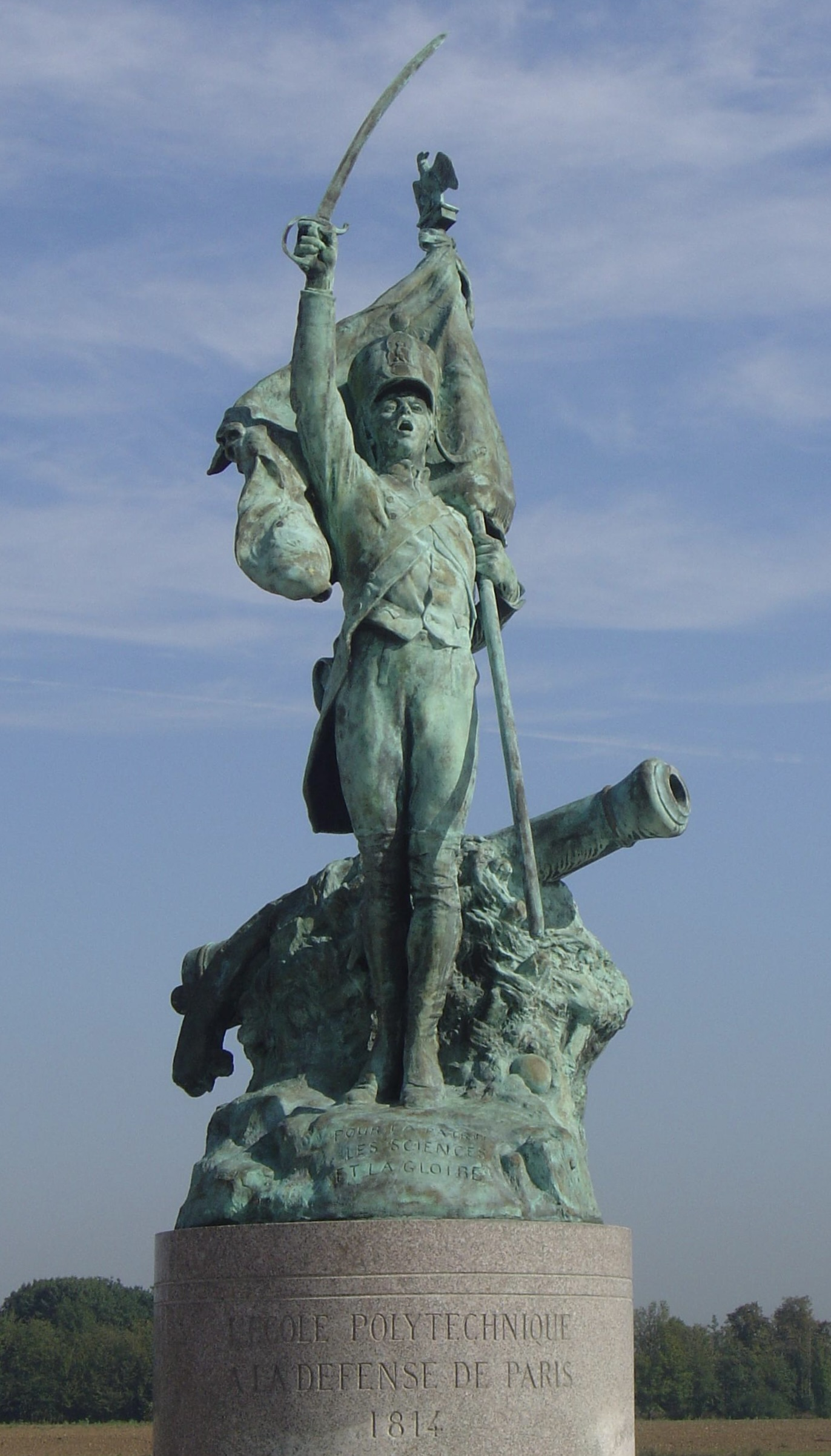
1814年综合理工学院的学生奋勇抵抗外敌，保卫巴黎。学校庭院中的这座雕塑就是纪念这一事件的，美国西点军校里有这座雕塑的复制品。

1789年大革命后，法国处在混乱的局面，极度缺乏工程师和高级干部。许多軍官离职，所有大学都因为国民公会的一项决议而关闭，几年的无人看管的国家运输网络也亟需重要修复、改善，新的基础设施建设也十分必要。救国委员会通过共和历2年风月21日（即公元1794年3月11日）的决议成立了一个公共工程委员会。雅克-埃里·朗布拉迪、加斯帕尔·蒙日和拉扎尔·卡诺被委任建立一所新的“中央公共工程学院”。
这所学校被安排在波旁宫殿，于1794年12月21日正式开始运转，当时在场的有已经招入的272名学生，以及许多名人，比如福尔科洛瓦、拉格朗日。经过第二轮的考试期，第一届的400名学生被选拔出来，将进行为期三年的数学、物理化学的学习。但早期的学校遇到了许多困难：实验室尚未就绪，一些老师资质平庸，最初的课有时只有30多名学生听。学校的领导者之一Claude Prieur决定对学校实施改造。根据共和历3年果月15日（即公历1795年9月1日）的法律，学校被重新命名为“综合理工学院”，并被转移到了拉塞公馆。“综合理工”这个形容词第一次出现，是在学校自己发行的一份名为“中央公共工程学院的综合理工教学大纲”的文件中，这个词是用来象征教学内容的多样性的。

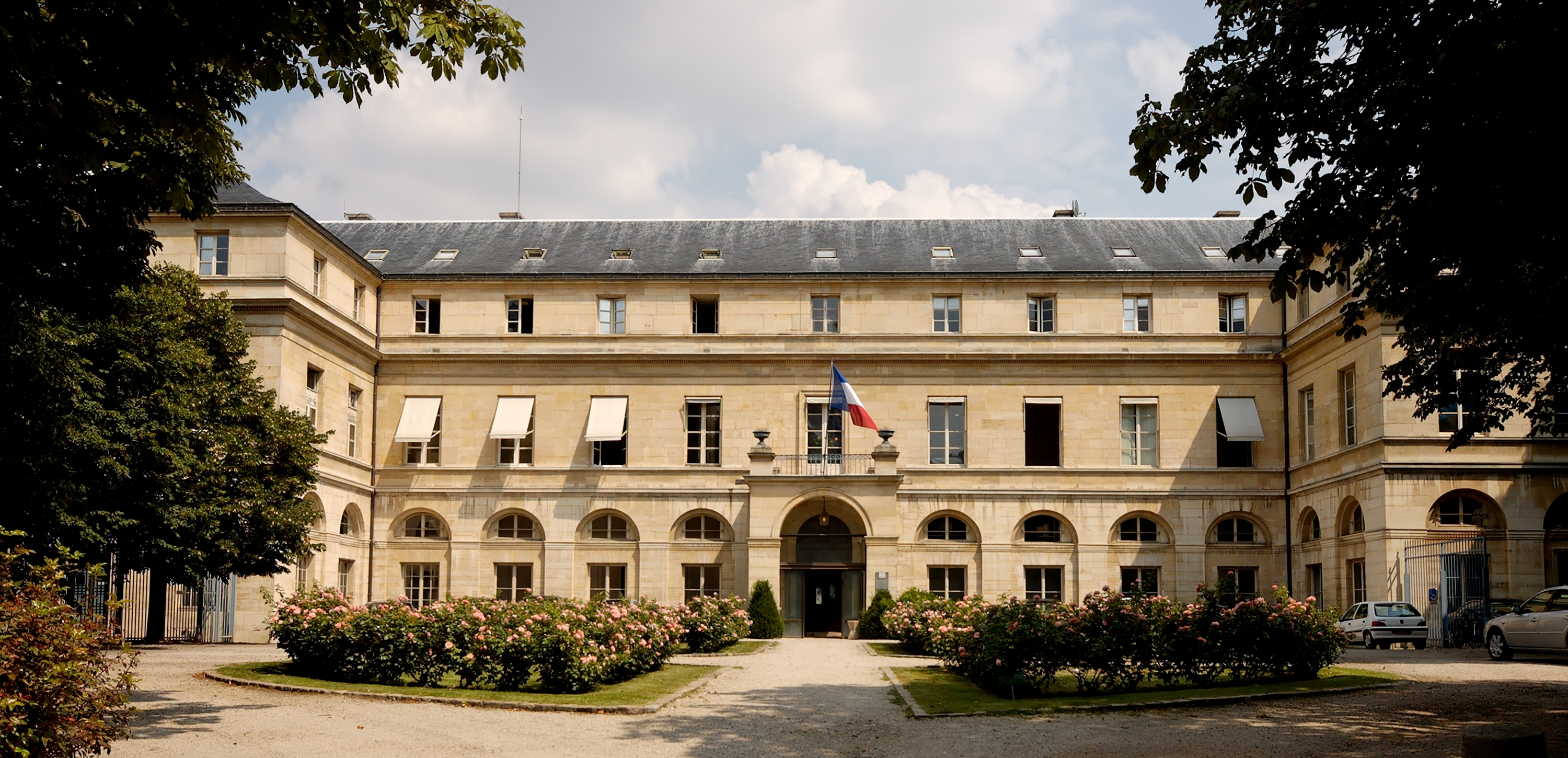
高等教育和研究部，综合理工学院1805至1976年校址

1805年，拿破仑一世将学校变为军校，并把学校放到了巴黎圣日内维耶山，安置在原来的Navarre, Tournai和Boncourt三所学校的地址（今天的法国高等教育和科研部）上。拿破仑认为“给那些不是出身富裕家庭的孩子以先进的教育是危险的”，于是他停止了学校的免费制度，制定了高昂的年学费，并修改了入学考试的选拔制度，使得在那些付费的中学学习的经历成为入学必不可少的条件，而这些学校只有那些有产阶级的孩子才能上得起。
1816年4月13日，學院被路易十八通过他的内政部长Vaublanc伯爵以纪律涣散为由解散。1817年1月17日，它又以“皇家综合理工学院”为名重新建立起来。在第二帝国期间，学校的名称是“帝国综合理工学院”。
19世纪中期开始，综合理工学院及其學生開始被昵称为“X”。昵稱的來源的兩個解釋，分別爲學院紋章、校徽上交叉的兩份書卷，與學院突出的数学教育。1894年出版的《X 的行話》稱：“綜合理工人獲得普遍認可的 X 的別稱，來自對分析學的著重，而分析學的語言正是由 x 與 y 組成。他們并非都是数学家，但爲各種公共服务中的應用，都拥有充分的微积分的知識。我們甚至可以説，在动荡不安的时期，諸如1830到1848年，这样的知識幫助综合理工人避免混淆，區分那些冒充综合理工人、装作秩序守卫者的人。當遇见他們的时候，人们会问他们sin x或log x的微分。如果他们答不出来，就会立刻被關进监狱。”而在1994年的版本中，绰号的来源又被解释为校徽上交错的兩份書卷。此説缺少資料證實，但在学校内部获得一致认同。學院的学生会Khômiss（Le bureau des élèves de l'X），作为19世纪以来学校传统的捍卫者，也采取这种解释。
1970年起，学校不再是军校，但仍隶属于国防部。学校的法国学生在军衔上都是学生军官，然后是军官。学校由一名现役将军领导。1972年起，这所军队的学校被允许招收女性学生。1972年当年有7名女生考进综合理工，其中就有当年的第一名安娜·肖宾奈。1976年，学校搬到了帕莱索的校园，面积186公顷，建筑面积达到了155 000平方米。有3200人在校园工作，其中一半在研究中心。
综合理工学院在法国高等教育界的威望源于它最初的军事化、贵族化的办学模式，源于它出众的教师队伍，源于它每一届很小的招收规模和它那在所有工程师大学校中最具选拔性的入学竞考，源于它的学生的社会家庭背景以及在国家高级机关职团中“综合理工人”的大比例出现。
2009年3月19日，学校的行政会议通过了向校徽中加入“巴黎高科”字样的决定，学校的正式名称仍然不变。

## 学生

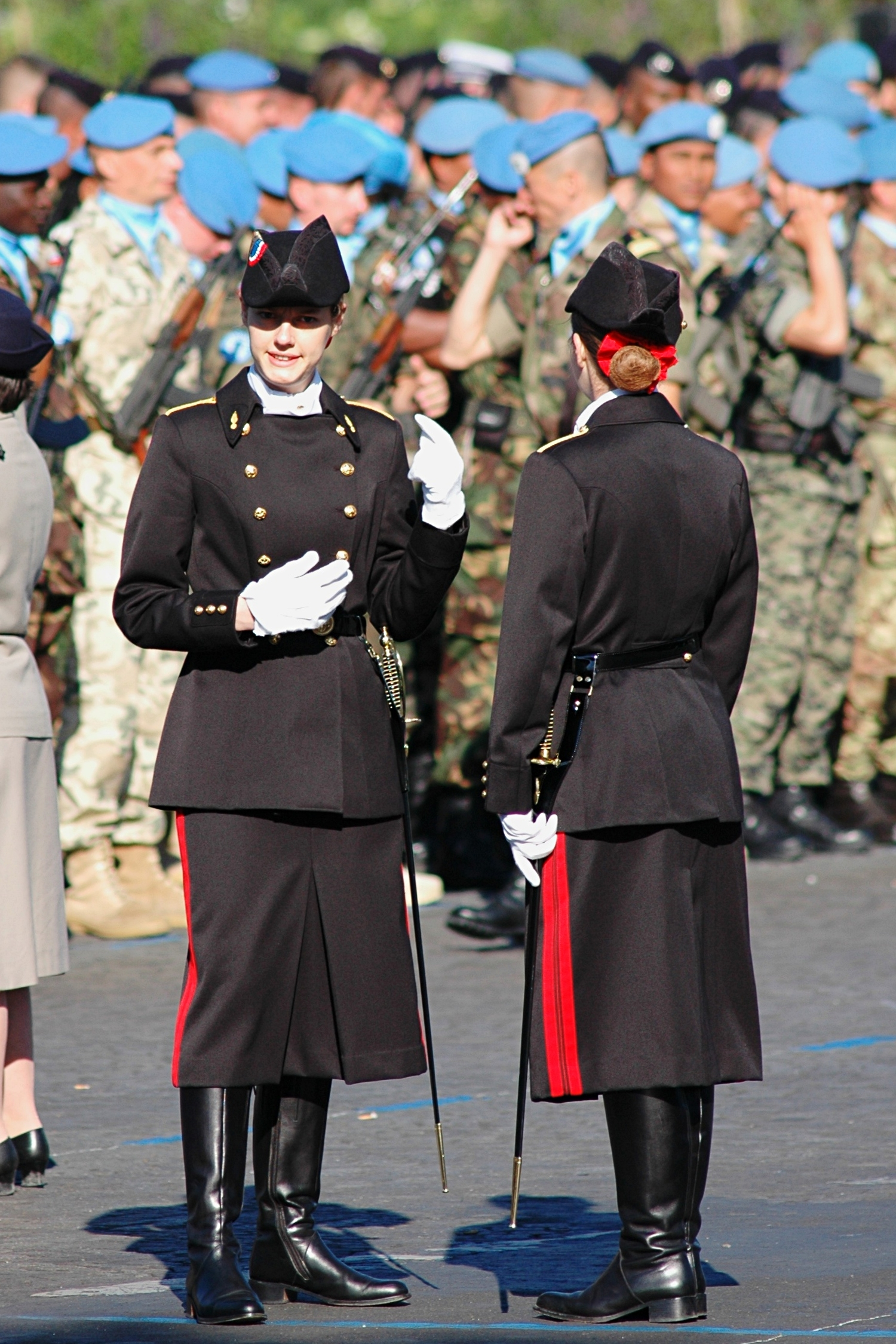
两名身着学校制服的学生

在综合理工的校园里学习的，有两届工程师学生（即学士），每届约520人（其中400人是法国籍，其余为国际生）；以及100名硕士生（每年50名）和450名博士生（每年150人），他们被称为“综合理工人”（polytechniciens）。绝大多数法国籍的工程师学生都是通过大学校预科班（即CPGE）结束时的竞考招入的（招生通道1）。在理科院校中，综合理工的竞考通常被看作是最难的竞考之一，因为在它录取的学生中放弃的比例是最低的。从2000年起，学校开始每年从就读学士第三年的学生中招收10人；2007年，只有7名学生提出申请，录取的学生中只有1名放弃。外国籍的工程师学生或是原来的预科生，通过与法国学生相同的竞考（招生通道1）进入；或是来自其他国家的大学生，通过档案筛选以及口试（招生通道2）录取进入。还有2个名额预留了给以金牌或银牌的成绩获得了国立高等工艺学院文凭的法国籍工程师学生。这条通道的招生条件同渠道一样，除了存在年龄上限：投考者在竞考当年的1月1日必须未满26岁。
与大多数工程师学校相反，综合理工学院每届学生的届别年份不用毕业年而是用入学年。
综合理工学院是量才录用的法国高等教育体系的顶点：所有学生无论经济状况，都有机会进入大学校预科班，随后接受最优秀的高等教育。在学校创立时，国民公会设置了入学竞考，目的就是为了避免出现偏袒和“照顾”的情况，实现“通过以个人能力为基础的竞考来招生”，以“完全符合共和主义理想”。
学生家长的社会背景对学生在校期间以及日后的长期学业种的成功起了正面作用，这种影响来自多种原因（学习环境、用功的传统等等）。大学校预科班的学生中，出身于受教育水平最高的社会阶层（干部、教师）的就高于平均数，而这种社会构成在综合理工学院的学生中同样存在而且更加明显。另外，学校84%的学生是男生。
作为法国高等教育系统中威望最高的机构，综合理工学院也受到了一些社会学家的批评，他们提出存在一个“社会复制”的机制。皮埃尔·布迪厄称那些进入国家高级机关职团的学生为“国家贵族”。在学校创立时，雅各宾派人士就认为在国民公会建立的那些学校中“一个新的特权阶级正在不可避免地形成”。

## 教学

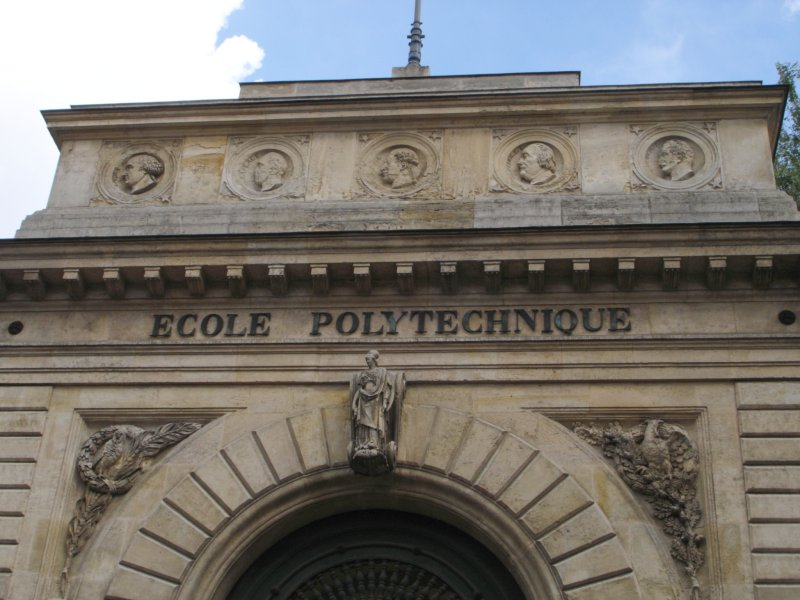
老校区历史建筑的三角楣

### 普通教育
综合理工学院赋予学生全方位的科学素养，这是学校古老传统的一部分。在四年的学习中，法国学生在第一年是学生军官，随后是准尉，毕业时他们将拥有少尉军衔。
工程师的培养持续四年：
- 第一年：
  - 人文和军事训练（9月至4月）
  - 公共课（5月至7月中旬）
- 第二年：
  - 多学科课程
  - 人文交流实习（之前被称为“工人实习”）
- 第三年：
  - 9月至4月的深化学习（选择一门主修课程）
  - 研究实习
- 第四年：
  - 专业学习：学生将在一所伙伴学校（以学生工程师的身份），或一个国家技术机构（以硕士在读生的身份），或一所国外大学（如哈佛、麻省理工、斯坦福、牛津、帝国理工、洛桑联邦理工学院、苏黎世联邦理工学院）进行学习。

学校的课程涵盖以下基础学科：
- 数学
- 应用数学
- 物理学
- 力学
- 化学
- 生物学
- 计算机科学
- 经济学
- 商业智能
- 语言

（“宇宙力学”曾一直是一门必修科目，直到1968年，根据学生要求，这门科目被计算机科学所取代。之后，天文学作为第三年的一门选修课，仍然是学校教学的一部分。）
教授这些课程的有一些著名的学者，例如：罗朗·施瓦尔兹（数学家，菲尔兹奖得主，广义函数理论的创立者）、皮埃尔-路易·利翁（应用数学家，菲尔兹奖得主，主要研究非线性偏微分方程）、让·奥都兹（天文物理学家，联合国卡林加奖获得者）、阿兰·德瓦凯（化学家，曾在希拉克第二任内阁中任要职）、蒂埃里·蒙布里亚尔（研究经济、国际关系的著名学者）、妮可·厄尔·卡露伊（金融数学的先驱）、阿兰·阿斯派克特（量子物理学家，阿斯派克特实验的领导者）。
综合理工学院也在它研究中心的22个实验室所涵盖的领域内培养博士生。这些领域被分为五个部门（数学与计算机科学、力学、分子物理与分子生物学、物理学、经济与社会科学）。学校的博士学院每年都有一百多篇论文进行答辩。综合理工学院的博士生来源很广：他们有的来自法国的普通大学或大学校，有的来自欧洲乃至世界各地的大学。每年，最优秀的几篇博士论文将获得“综合理工博士论文奖”的殊荣。
除了培养博士，综合理工学院的研究生院在学校涵盖的所有基础学科内培养研究生。这些学生有一半来自本校（研究生课程就是他们第三年和第四年的学习内容），一半来自其他法国或外国的高等教育机构。大部分的研究生培养都与其他学校合作完成，这些合作学校有的位于法兰西岛（比如高等师范学校、巴黎高科的其他学校、巴黎六大和巴黎十一大），有的在海外。大多数研究生在毕业后选择继续攻读博士，也有一部分（特别是复杂系统工程、创新管理和金融数学学科的学生）选择直接进入企业工作。

### 体育
对共同生活在校园里的两个年级的学生来说，体育在他们的生活中占据着重要的地位。
学生每星期有6小时体育课，他们被分成16个排，进行不同的体育活动（赛艇、篮球、羽毛球、马术、攀岩、击剑、足球、拳击、手球、柔道、游泳、越野穿越（Adventure racing）、橄榄球、网球、排球、飞碟（2014年新增））。这16个组被分在4个连里，分别是“红色级”（偶数年份入学的），“黄色级”（奇数年份入学的）。每个年级配有一名指挥官（通常是中校军衔），每个连配有一名军衔为中尉、上尉或少校的军官。每个排配有一名高级士官（上士、军士长或总军士长），他们通常也是排里的体育教练，拥有其他士官和几名非军人的教练作为助手。

### 军事训练

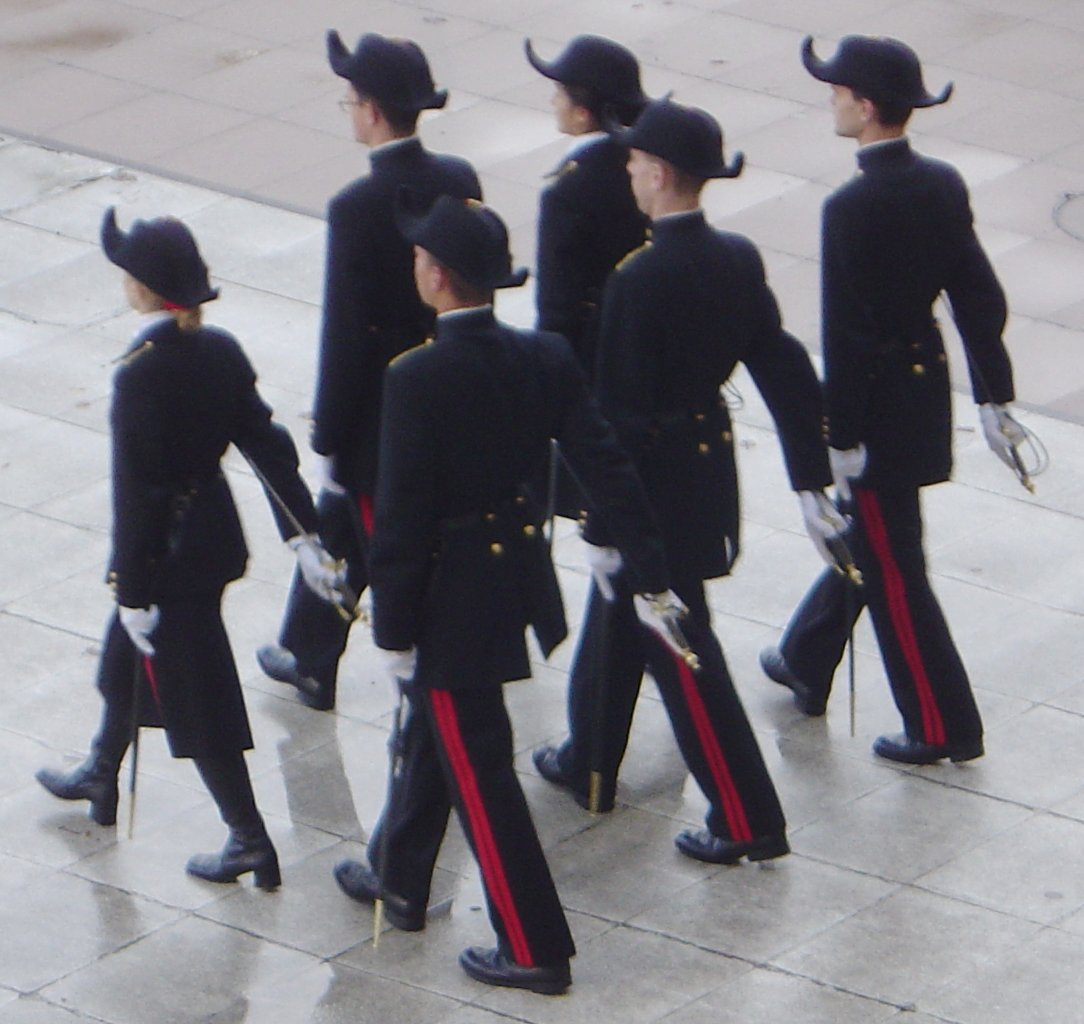
走正步的综合理工学生

在校期间，综合理工的法国国籍学生拥有军官身份，领取军饷。他们在第一年必须接受学生军官的初步培训（特别是自2009年起，他们将到La Courtine基地接受培训）、服军役或做社会服务（由于法国兵役的中止和综合理工2000年实施的学制改革，军役或社会服务的期限（包含培训在内）缩短为了7个半月）。
所有学生（法国和外国籍）都拥有一套综合理工特有的制服，被称为“大制服”（Grand Uniforme）。这套制服还包含一个两角帽和一把佩剑（被称为tangente）。综合理工人在军事仪式以及其他如综合理工舞会等场合穿着这套制服。现在，除了在一些有校外人物参加的重要报告会上，学生已经不在平时学习中穿着它。

### 人文与社会培训
综合理工的学生有必修的人文和社会科学的专门课程，比如历史、音乐、建筑、艺术、政治、企业界......学生可以通过这些课程学习这些领域的一般常识。
教授这些课程的有一些著名的老师，比如阿兰·芬基尔克劳。让·德吕默也曾经在学校任教。
近几年来，学校的语言文化交流院也开设了一系列富有文化内涵的主题课程（如英国戏剧、西班牙电影、德意志文明等等），并提供8门语言的教学（德语、英语、阿拉伯语、汉语、西班牙语、意大利语、日语、俄语）。另外，学校的法语组近几年也为工程师项目的国际学生以及硕士在读生开设了法语与法国文化的课程（法国文学、法语史、艺术史、文明史等等）。

## 科研、硕士和博士的培养
在帕莱索校区和巴黎老校区，学校共拥有二十多个科研实验室。这些实验室都是学校与其他一些大的研究机构合作的，如法国国家科学研究中心（CNRS）、原子能总署（CEA）、国家信息与自动化研究所（INRIA）、国家农业科学研究院（INRA）等等。
综合理工学院管理研究中心于1972年成立，并于1980年加入了CNRS。
校园里共有100名硕士在读生和450名博士在读生，他们大部分都是通过审核材料录取的，有的还经过了面试。硕士生中大约有一半是工程师培养阶段的学生，博士生中不小的一部分是来自本校培养的工程师或研究生。此外，50%的硕士生和35%的博士生是外国籍。和工程师学生相反，硕士生和博士生的届别是根据他们获得文凭的年份而定的。
学校的工业联系与合作伙伴处的使命是促进创新和推广由学校科研中心研发的技术。

## 出路
大部分综合理工人毕业后进入了法国和国际上的私营企业工作，也有20%选择进入国家高级机关职团工作（这需要有较好的毕业排名）。

### 伙伴学校
综合理工的学生将在一所伙伴工程师学校或外国大学完成第四年的专修学业。这些提供专修课程的学校有：
- ENSAE国立统计与经济管理学院
- ENPC国立路桥学院
- ENGREF国立水、森林、农业工程学院
- ENSCP国立巴黎高等化学学院
- ENSEEIHT国立高等电力技术、电子学、计算机、水力学与电信学院
- ENSTA国立高等先进技术学校
- Télécom Bretagne国立布列塔尼高等电信学院
- Mines ParisTech国立巴黎高等矿业学院
- Télécom ParisTech国立巴黎高等电信学院
- ENSIMAG国立格勒诺布尔高等计算机与应用数学学院
- ENSPM国立高等石油与发动机学校
- ESPCI巴黎市高等工业物理化学学院
- SUPELEC高等电力学院
- SupOptique高等光学学校
- AgroParisTech生命与环境科学和工程学院
- INSTN国立核科学技术学院
- SUPAERO航空与空间高等学校

### 国家高级机关职团
公务员机关在综合理工招收毕业生，这些被招收的学生将在专门的学校接受技术培训，在有些情况下，也会在法国或国外接受研究培训。
以下是招收综合理工学生的主要机关职团，括号里是它们的培训学校
- 民事工程师职团[17]：
  - 矿业工程师团（Mines ParisTech、Télécom ParisTech）
  - 桥梁、水、森林工程师团（ENPC, ENAC, ENSG, Météo, AgroParisTech-ENGREF）
- INSEE（法国国家统计及经济研究院）主管职团（ENSAE ParisTech)
- 军队军官职团：陆军、空军（法国空军学院）、海军（法国海军学院）、国家宪兵团
- 军械技术工程师职团（ENSTA ParisTech, ISAE-SUPAERO).

## 著名校友
- 法國總統 Marie François Sadi Carnot
- 法國總統 Valéry Giscard d'Estaing
- 法國總統 Albert Lebrun
- 坦克之父 Jean-Baptiste Eugène Estienne
- 第一位法國空軍戰機女性飛行員 Caroline Aigle
- 第一次世界大戰同盟國聯軍統帥 Ferdinand Foch
- 前雷諾及日產汽車總裁卡洛斯·戈恩

### 科学家

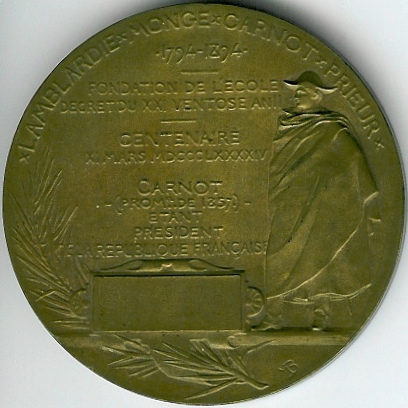
学校的百年校庆纪念币上刻着最初建校的法令以及四个创立者：卡诺、朗布拉迪、蒙日、Prieur

- 让-巴蒂斯特·毕奥（X1794）物理学家，天文学家，发现了静磁场的毕奥-萨伐尔定律
- 路易·庞索（X1794），数学家
- 马吕斯（X1795）物理学家，发现了光的偏振
- 约瑟夫·路易·盖-吕萨克（X1797）物理学家，化学家
- 西莫恩·德尼·泊松（X1798）数学家、物理学家
- 克勞德-路易·納維（X1802）水力工程师，物理学家，建立了纳维-斯托克斯方程
- 安德烈-玛丽·安培（X1803）物理学家，在电磁作用方面的研究成就卓著
- 弗朗索瓦·阿拉戈（X1803），物理学家、天文学家
- 奥古斯丁·菲涅耳（X1804）物理学家，菲涅耳透镜的发明者，光的波动说的創建者之一
- 奥古斯丁·路易·柯西（X1805）数学家，柯西序列以及柯西收敛准则的建立者
- 賈斯帕-古斯塔夫·科里奧利（X1808）物理学家，科里奥利力的发现者
- 尼古拉·卡诺（X1812）物理学家，提出了卡诺循环，为热力学第二定律的提出奠定了基础
- 米歇尔·夏尔（X1812）数学家
- 加布里埃尔·拉美（X1815），数学家，物理学家，有以他命名的拉美弹性系数
- 埃米尔·克拉佩龙（X1816）物理学家，提出了克拉佩龙方程
- 约瑟夫·刘维尔（X1825），数学家，第一个证明了超越数的存在
- 阿尔弗雷德·德·维尔涅特·德·拉莫特（X1826）化学家，发明了加热储酒法（尼古拉·阿培尔是他的先驱）和酒的冷藏
- 奥古斯特·布拉菲，物理学家
- 克雷芒·阿德里安·樊尚东-杜穆兰（X1833）水文地理工程师，探险家杜蒙·德·于威尔去澳洲大陆和南极的探险队成员，在1840年制成了南极洲阿德利兰的第一张地图
- 卡米尔·若尔当（X1855）数学家
- 亨利·路易·勒夏特列（X1869）化学家，提出勒沙特列原理
- 亨利·贝克勒（X1872）物理学家，发现放射性，获得1903年诺贝尔物理学奖
- 亨利·庞加莱（X1873）数学家、物理学家，拓扑学的创立者之一，狭义相对论的奠基人之一
- 阿尔伯特·卡科（X1899）工程师、建筑学家、航空器设计者
- 埃德蒙德·马兰沃（X1942），经济学家，法兰西公学院教授
- 本華·曼德博（X1944）数学家，分形理论的创立者

### 政治家
- 玛利·弗朗索瓦·萨迪·卡诺（X1857）学校创立者拉扎尔·卡诺的孙子，物理学家尼古拉·卡诺的侄子，1887年当选为第三共和国的第四任总统，1894年被一个意大利无政府主义者刺杀。
- 阿尔贝·勒布伦（X1890）1932年到1940年任第三共和国最后一任总统
- 瓦勒里·季斯卡·德斯坦（X1944）1974年至1981年任第五共和国总统
- 娜塔丽·戈舒斯科－莫里采（X1992）菲永内阁的生态事务国务秘书

### 企业家、首席执行官
- 富尔让斯·边佛尼（X1870），巴黎地铁之父
- 孔拉德·斯伦贝谢（X1898），斯伦贝谢公司的创立者之一
- 安德烈·雪铁龙（X1898），雪铁龙公司的创立者
- 让-马力·路威尔（X1920），阿尔卡特前首席执行官、工商部长
- 塞日尔·达索（X1946），达索集团前首席执行官
- 乔治·贝斯（X1948），先后任雷诺汽车等多家国有企业首席执行官，1986年在其家门外被暗杀
- 克洛德·贝贝阿尔（X1955），安盛前集团首席执行官
- 塞尔日·秋吕克（X1958），道达尔、随后是阿尔卡特前首席执行官
- 皮埃尔·佛尔（X1960），萨基姆前首席执行官、法国科学院院士
- 米歇尔·佩布洛（X1961），法国巴黎银行前首席执行官、现任监查理事会主席
- 皮埃尔·理查德（X1961），德克夏银行总裁
- 皮埃尔·加东尼克斯（X1962），法国国家电力公司前首席执行官
- 迪迪埃·隆巴尔（X1962），法国电信首席执行官
- 吉·多雷（X1963），阿塞洛集团前首席执行官
- 蒂埃里·德马莱斯特（X1964），道达尔前首席执行官，现任管理理事会主席
- 诺埃尔·佛尔扎尔（X1965），空中客车公司前首席执行官
- 皮埃尔-亨利·古尔仲（X1965），法航荷航集团首席执行官
- 让-马丁·佛尔兹（X1966），标致雪铁龙集团前首席执行官
- 贝尔纳·阿尔诺（X1969）酩悦轩尼诗路易威登集团首席执行官
- 德尼·朗克（X1970），泰勒斯集团前首席执行官
- 吕克·维涅隆（X1973），泰勒斯集团首席执行官
- 帕特里克·克朗（X1973）阿尔斯通公司董事长兼首席执行官
- 卡洛斯·戈恩（X1974），雷諾汽車、日产汽车和AvtoVAZ首席执行官
- 法布里斯·布雷吉耶（X1980），空中客车集团运营总监
- 弗雷德里克·乌德阿（X1981），法国兴业银行首席执行官

### 军人
- 路易-欧仁·卡芬雅克（X1820）1848年曾任第二共和国临时政府首脑，拒绝了法国元帅的称号，残酷镇压工人起义
- 約瑟夫·霞飛（X1869）法国元帅，一战名将
- 福煦（X1871）法国元帅，一战名将
- 阿尔弗雷德·德雷福斯（X1878）被错误判决为叛国罪的军官，参见德雷福斯事件
- 孤拔（X1847）中法戰爭遠東艦隊司令

### 其他
- 奥古斯特·孔德（X1814）哲学家，实证主义的创始人
- 白劳易（X1858）军舰设计师
- 莫里斯·阿莱斯（X1931）经济学家，1988年获诺贝尔经济学奖

### 曾经通过了入学竞考笔试的著名人物
- 伽罗瓦，数学天才，当时最优秀的数学家。于1828年和1829年两次参加入学竞考的口试都没有通过，他曾将黑板擦扔向考官。据说考官无法理解这位将来的数学家给出的证明，他因而最终进入巴黎高等师范学校
- 夏尔·埃尔米特，著名数学家。曾考入综合理工，但由于一只脚的残疾而离开了学校。
- 居斯塔夫·埃菲尔，在1852年通过了入学笔试，但没能通过口试。

## 学校传统

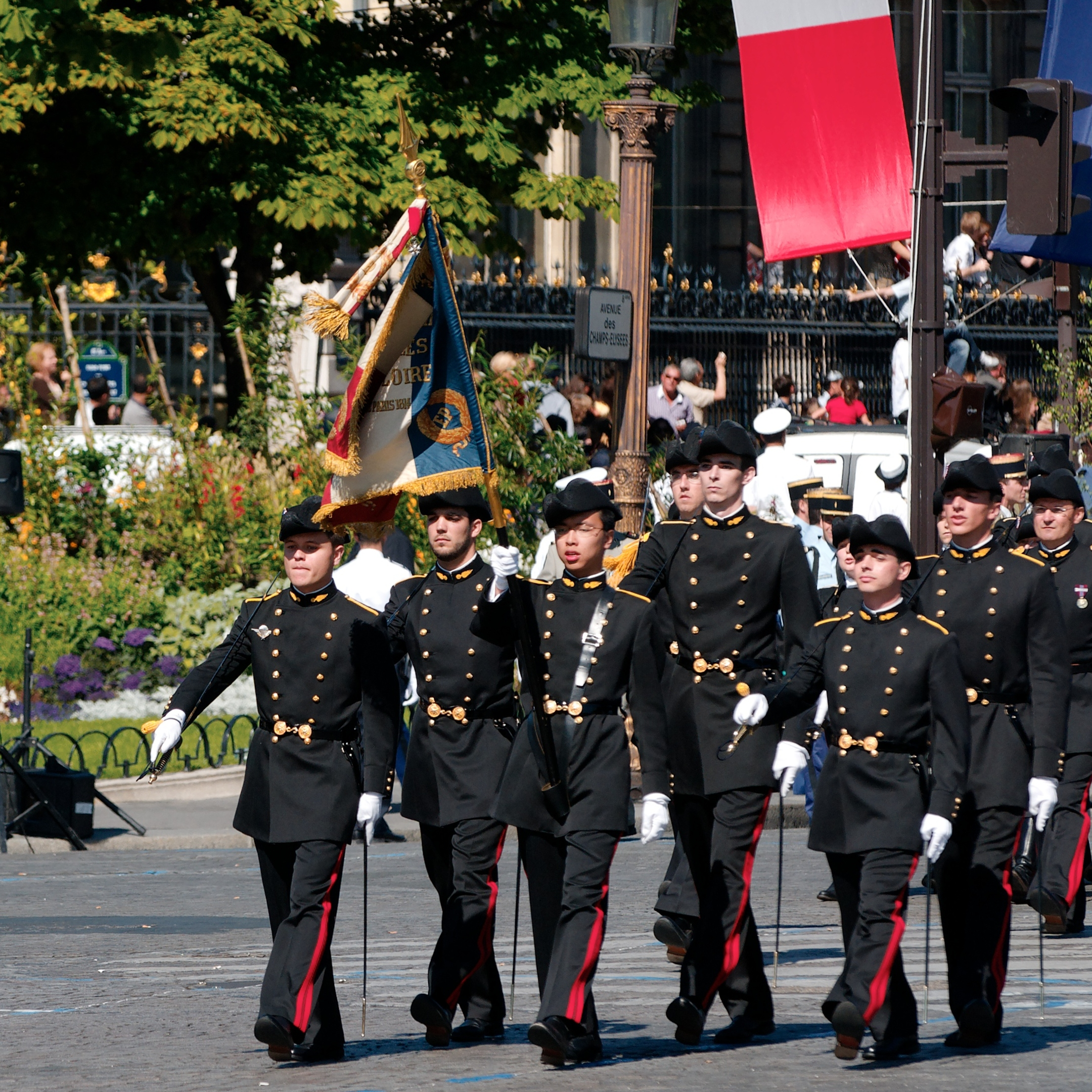
2008年法国国庆日游行时的护旗方阵

综合理工的校训“为了祖国、科学和荣誉”由拿破仑确立，标志着学校对国家的忠诚和对科学的卓越追求。
在学校里同时生活着两个年级的学生，一级是“黄色级”（promotion jône，jône在法语中与“jaune”（黄色）同音），另一届被称为“红色级”（promotion rouje，rouje与“rouge”（红色）同音）。以前，通过室内制服上绦带的颜色就可以分辨出一个学生属于哪个年级：在奇数年份入学的学生，他们的绦带是黄色的，而偶数年份入学的则是红色。尽管室内制服在很早以前就不再发放，称奇数年份入学的学生为“黄色”，偶数年份的为“红色”的叫法却流传了下来：在综合理工，与其他工程师学校不同的是：学生的届别不是他们毕业的年份，而是入学年份。红色和黄色因此成为了学校的身份象征，出现在学校的校徽上。现在，每一届学生的颜色会出现在学校颁发的两角帽内侧以及绶带上。每个学生的注册号也印在这条绶带上，这个号码一般就是他入学时的名次。
理科预科班一年级的学生被称为“1/2”（这个称呼已经过时），二年级的被称为“3/2”，复读第二年的学生是“5/2”，第二次复读的则是“7/2”（这种情况很少见）。1935年以前，这几个称呼依次是：bizut(h), carré, cube, bicarré，至今文科预科班里还保留着这套称呼。30年代初，老师和考官们发现预科一年级和二年级学生（在法国预科的学生用语中，理科预科二年级被称为“taupe”，二年级学生是“taupin”，而一年级叫做“hypotaupe”（前缀hypo表示“低于”“次于”），一年级学生是叫“hypotaupin”）的水平差距在拉大，于是两个年级的学生渐渐开始区分。从1936年开始，预科一年级的学生被称为“1/2”（意为“半个taupin”）。沿着这个逻辑，“3/2”就是预科二年级的学生，“5/2”就是复读了预科第二年的学生。到了60年代，一名学生发现了这套名称的新解释：综合理工的别名是“X”，而对X从1到2做积分得到的结果正是3/2：{\displaystyle \int _{1}^{2}x\,dx}，而从2到3的积分则正是5/2。（在法语中，“考取”和“积分”是同一个词——intégrer，于是“考取综合理工”——intégrer l'X——也是“对X做积分”的意思；而“从1到2”意味着在预科的第一到第二年之间。如今“3/2”“5/2”的叫法已经非常普遍。）
根据学校一条古老的礼仪（从学校创立者蒙日开始的），在届别不超过十年的校友之间一律用“你”称呼，即使届别超过十年，最年长的校友也应该主动提出用“你”称呼。（通常在法国，对年长的人或上级都应该用“您”称呼。）

### 游行队伍的插曲
每年的7月14日（法国国庆日）、5月8日（二战停战日）和11月11日（一战停战日），一个由综合理工学院的学生组成的方阵走在香榭丽舍大道上游行的法国军队的最前方。在1994年以前，这个游行曾是一个开玩笑（经常是对时政）的机会。根据传统，学生还可以在游行中丢下各种东西以打乱走在后面的圣西尔军校（另一所学校，为法国宪兵队培养军官的学校。如今他们的队伍已经被错开安排，以避免这类的意外）的方阵的步伐。游行组织者会想尽办法阻止这些干扰。
以下是综合理工方阵曾经在游行中佩戴的东西：
- 1983年11月11日：太阳镜
- 1991年7月14日：一扎水芹（当时的法国总理名叫Cresson，在法语里是水芹的意思）
- 1992年7月14日：蓝色围巾（当时正值关于欧盟一体化的马斯特里赫特条约的全民公投，蓝色是欧盟旗帜的颜色）
- 1994年7月14日：红色饰带（象征抗艾滋病的行动）

### “裁缝线”
有一段时期，学校在竞考结果公布之后就为学生量尺寸，以订制他们的制服。只有可以被录取的学生才能去见裁缝。于是录取分数线被称为“裁缝线”：总分超过这条线的才能去见裁缝，订制这套享有盛名的制服。

## 各项活动

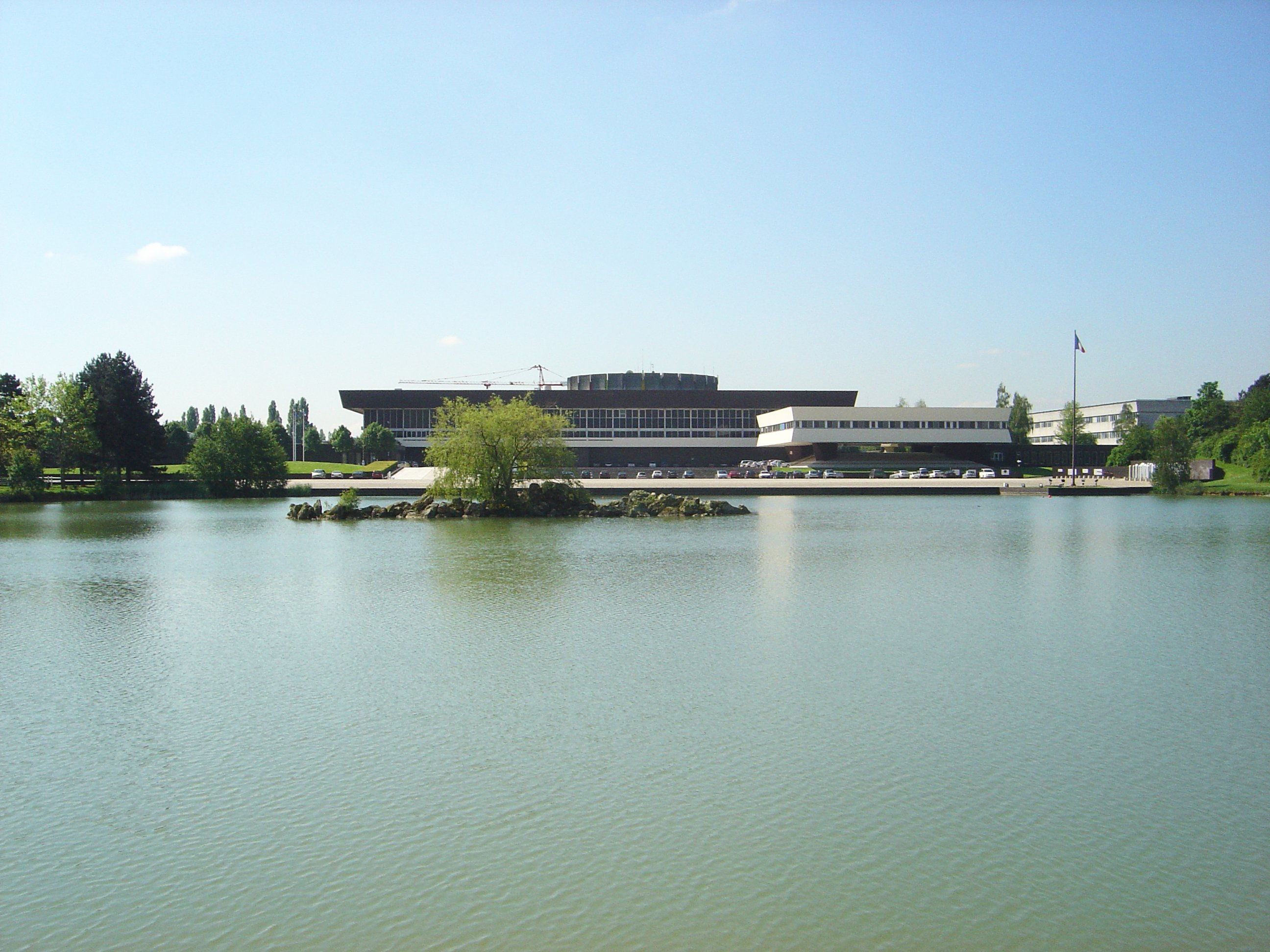
从湖上看学校主楼

巴黎综合理工学院校园地图

综合理工的各种学生社团活动的组成了一个叫做Kès的联盟，这个联盟里包含了超过一百个社团（根据传统，X的学生把他们的学生社团称作“binet”）。例如，ASK（Action Sociale de la Kès，Kès的社会行动）这个组织里就包含了大量的社会活动团体，比如“跳板社团”就是以促进大学校的社会开放性为行动宗旨。还有大量的趣味游戏社团，比如BôBar（学生酒吧）、Styx（组织学校的晚会）、波工作室（给学生提供的录音棚）、合唱团......
博士生拥有自己的社团，叫做“X'Doc”；硕士生也有自己的社团。这些社团与Kès紧密联系，一道为校园里的三类学生创造共同的生活空间。

### 体育社团
体育活动的各个排组织了许多对外界开放的体育赛事。比如著名的综合理工学院国际击剑挑战赛（le Challenge international d'escrime de l'École polytechnique），以及综合理工学院柔道联赛（le tournoi de judo de l'École polytechnique）、综合理工全能拉力赛（le Raid de l'X）、24小时游泳赛（les 24 heures de la Natation）、X国际马术障碍赛（Jumping de l’X）、国防部下属大学校体育联赛（le Tournoi Sportif des Grandes Écoles de la Défense）、大学生世界杯帆船赛（SYWoC）等等。

### “伽马点”晚会
每年6月，在综合理工的校园都会举行一场名为“伽马点”的晚会，有4000到8000名主要来自法兰西岛的大学生参加。这场完全由学校学生组织的晚会通常被视为法国最重要的大学生晚会之一。
历史上，“伽马点”是指春分时太阳直射赤道的时刻。1861年，一名叫埃米尔·莱莫恩的学生第一个想出了这样一个仪式：在校园里为了太阳的荣耀而进行游行。后来这个传统被遗忘了，流传下来的只有“伽马点”这个名字。

### X舞会
综合理工学院老毕业生联谊会每年都会与在校学生一起组织一个X舞会。舞会一般在巴黎歌剧院举行，并得到法国总统的赞助。X舞会作为巴黎夜生活里的一个重要事件，每年都会吸引许多名人参加。这是学校古老的一个传统了，因为第一次舞会可以追溯到1879年。

### 大学生企业
学校的大学生企业叫做“XProjets”。
XProjets是法国大学生企业联合会的成员，它在许多不同的领域（工程、计算机、咨询......）从事着各种任务，让学生能够把学到的理论知识应用到具体的实际情况中。
XProjets建立于1981年，之后它又建立了“X企业”这个社团。后来X企业独立出去，每年组织“X-论坛”。这个论坛是大学校中规模最大的大学生论坛之一。

### X-Passion杂志
X-Passion是一本完全由学生自己撰稿、排版、设计的电子杂志。杂志的文章或是描写学生生活的各个侧面，或是涉及更广泛的主题。X-Passion每年出版三期，每期含有一个或几个专题。比如最近几年的专题有：勒内·吉拉尔、恶、地中海、电影、歌剧等等。可见这本杂志包含范围广阔的信息与分析，从历史、文学、哲学、艺术，到体育、科学，它展示了学生的各种爱好，有的非常深入、专业。杂志也会向读者介绍一些政治人物、知识分子或艺术家。

### X-Chine学生社团
X-Chine是学校里的一个学生社团，其名字中的“Chine”为“中国”的法语。该社团以在学校中传播中国文化为宗旨，由部分中国学生和对中国文化感兴趣的其他国家学生共同组成，是一个中外交流的平台。社团每年在中国农历新年、端午节、中秋节附近会举办相关的庆祝活动。此外社团还曾经组织过与中国文化相关的讲座。X-Chine的现任主席为王文韬（X23）。

## 校园的各个中心

### X中心图书馆（BCX）
X的图书馆具有提供资料、传播文化、保存遗产三项使命。它向教师、学生和研究人员提供了他们教学研究所必需的资料，并使全体在校人员得以进行个人或集体文化活动。此外，图书馆还保存有学校自1794年以来的档案以及和各种历史藏品。在学年中，图书馆还会举行各种科学和文化展览。
图书馆藏书约有30万册，其中有2230种纸质期刊。除了622种发行中的纸质期刊外，图书馆还可以登录7000种在线期刊。
图书馆与学校的实验室合作，不断扩充馆藏数据库。如今全校共有已分类整理、可供检索的专题著作220986册，期刊2500种。这些资源涵盖所有领域，从理论科学到文学、娱乐，还有语言、社会科学、经济学等等。有大约6万册关于这些领域的书籍可以在图书馆的不同层次自由查阅。图书馆馆藏资料的一大部分保存在封闭的储藏室中，可供借阅。

### 历史资料中心（CRH）
历史资料中心是图书馆的一个部门，负责管理馆藏旧书（从1456年至1850年的共1万6千册）、学校的历史和科学档案，以及各种藏品、图片资料。查阅历史资料中心的藏品要经过预约。

### 多媒体中心（CPM）
多媒体中心的功能是创建、制作、传播和储存用于学校的教学研究和交流生活用的资料，这些资料可以是各种材质的（书籍、复印讲义、手册、小册子、海报、光盘等等）。中心将学校的官方资料上载、传播，并负责资料的存档和版权、图像管理。它通常被称为“印刷厂”。

### 综合理工学院出版社
综合理工学院出版社将一些用于学校内部的著作推向大众，其中包括课程选编、研究班学报、各类书籍、光盘、录像带。

## 历届校长

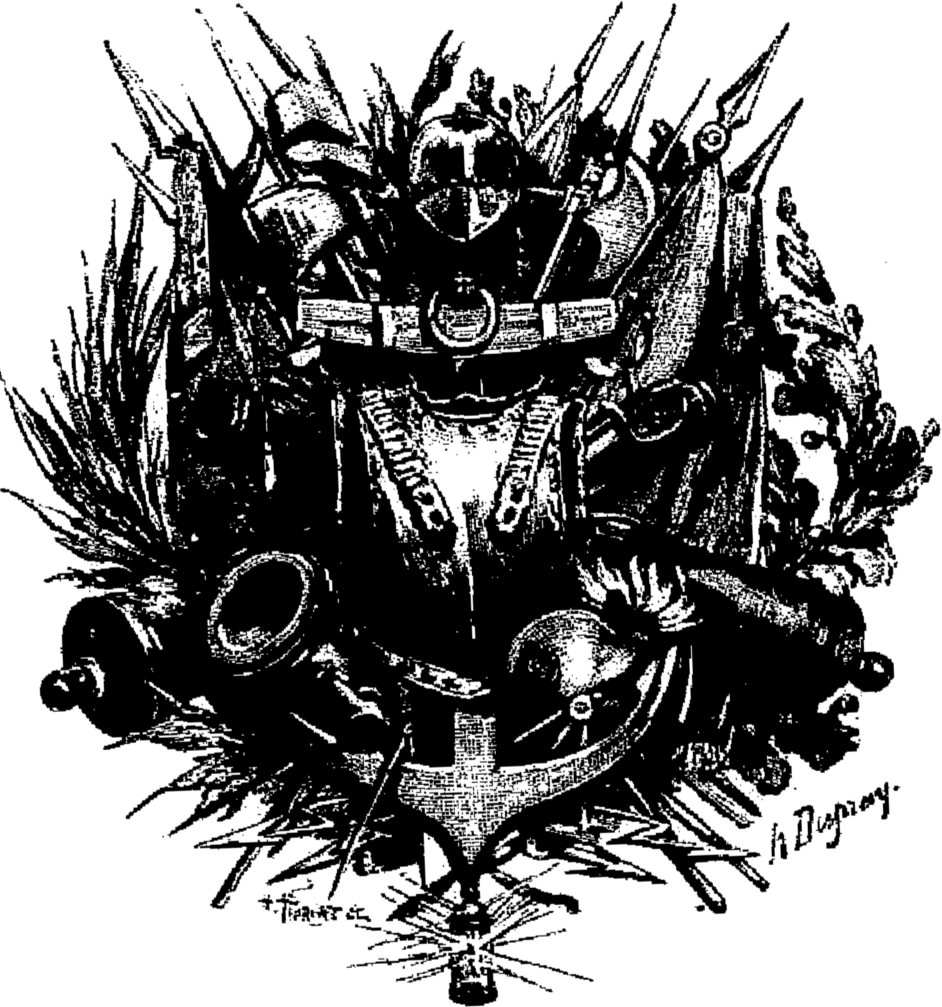
雕刻作品：综合理工学院的兵器

| - 雅克-埃里·朗布拉迪：1794年12月-1795年10月 - 拉扎尔·卡诺：1795年10月-1796年3月 - Michel Vandebergue Deshautschamps将军：1796年3月-1797年10月 - 加斯帕尔·蒙日：1797年10月-1800年1月 - Louis-Bernard Guyton-Morveau：1800年1月-1804年7月 - Jean-Girard Lacuée将军：1804年-1815年 - Henri-Alexis de Tholosé将军（X 1797）：1831年-1839年 - Vailland将军：1839年-1840年 - Gauldrée-Boileau：1840年-1844 - Jacques Aupick（St-Cyr）将军：1847年-1848年 - Michel Bizot将军（X 1811）：1851年-1854年 - Paul Boutault将军（X 1811）：1854年 - Charles Eblé将军（X 1818）：1854年-1860年 - Grégoire Coffinières将军（X 1829）：1860年-1865年 - Idelphonse Favé将军（X 1830）：1866年-1870年 - Juste Frédéric Riffault将军（X 1832）：1870年-1873年 - Jean Durand将军（X 1833）：1873年-1876年 - Louis André将军（X 1857）：1894年-1896年 - Curmer将军 - Étienne Fillonneau将军（X 1885）：1919年-1921年 - Georges Bunoust将军（X 1886）：1921年-1923年 - François Royer将军（X 1895）：1931年-1934年 - Maurice Dumontier将军（X 1902）：1937年-1939年 - Henry Calvel将军（X 1902）：1940年-1941年 - Pierre-Servais Durand将军（X 1904）：1941年-1943年 - René Claudon将军：1943年- - Pierre Brisac将军（X 1919 SP）; 1945年-1950年 - Marcel Jouvet将军（X 1919 SP）：1950年-1953年 - Gustave Leroy将军（X 1925）：1953年-1957年 - Jacques de Guillebon将军（X 1930）：1957年-1959年 - Raymond Tissier将军（X 1927）：1959年-1962年 - Bernard Cazelles将军（X 1931）：1962年-1965年 - de brigade Ernest Mahieux将军（X 1930）：1965年-1968年 - François Buttner将军（X 1937）：1969年-1972年 - Pierre Briquet将军（X 1938）：1973年-1976年 - Jean Augier将军（X 1942）：1976年-1978年 - Jacques Saunier将军：1978年-1982年 - Daniel Guillon将军（X 1951）：1982年-1985年 - Dominique Chavanat将军：1985年-1988年 - Paul Parraud将军（X 1958）：1988年-31 juillet 1993年 - Henri Marescaux旅长（X 1963）：1Template:Er 1993年8月1日-1997年1月31日 - de brigade Jean Novacq旅长（X 1967）：1997年2月1日-2000年7月31日 - Gabriel Berger de Nomazy空军司令：2000年8月1日 - 2005年7月31日 - Xavier Michel师长（X 1972）：2005年8月1日起（2006年8月1日起任师长） |

## 校友会
2008年12月30日起，综合理工的校友会更名为“在综合理工学院学习、毕业的校友协会”（AX），除了已毕业的校友以外，在读的综合理工人以及学校的硕士、博士在读生和毕业生都是协会的成员。这些校友根据个人爱好分成了不同的组，有时也有其他学校的校友参加。有些小组非常活跃。
AX还负责发行介绍综合理工关系网的月刊——黄与红。这个标题来自于学校的传统颜色。

## 综合理工模式的影响
在1794年建校之后的几年里，综合理工学校在法国和国际社会上都获得了极高的评价。它的办学模式也为其它众多高等教育机构效仿，比如波士顿理工（即后来的麻省理工学院）、英国理工学校及西点军校。其中西点军校至今仍然与综合理工学校有着众多联系，并且也从后者的架构和传统中受到了很多启发：比如《荣誉准则》（the《Honor Code》） 对应于《综合理工准则》（《Code X》）。一些综合理工人也创立了其他的一些机构，比如比利时皇家军事学校，于1832年由Jean Chapelié（X1812）创立并采用了与综合理工学校相同的架构；又如弗吉尼亚军事学院，于1839年由Claudius Crozet创立。在法国，中央理工学院被认为是更为接近工业的“新综合理工学院”。此外，1873年创立的蒙特利尔综合理工学院也是直接从巴黎综合理工学校那里获得的灵感，1925年成立的综合理工女子学校则是为女性成立的综合理工学校。